# Tomasz Mróz (filozof)
Tomasz Mróz (ur. 1975 w Tarnowie) – polski filozof, dr hab. nauk humanistycznych, profesor nadzwyczajny Instytutu Filozofii Wydziału Humanistycznego Uniwersytetu Zielonogórskiego.

## Życiorys
W 1999 ukończył studia filozoficzne na Uniwersytecie Śląskim w Katowicach, 20 kwietnia 2004 obronił pracę doktorską Wincenty Lutosławski - platonik i neomesjanista, 25 lutego 2014 habilitował się na podstawie pracy zatytułowanej Platon w Polsce 1800-1950. Typy recepcji – autorzy – problemy, Kęty 2012. Otrzymał nominację profesorską.
Piastuje funkcję profesora nadzwyczajnego w Instytucie Filozofii na  Wydziale Humanistycznym Uniwersytetu Zielonogórskiego.

## Nagrody
- Indywidualna Nagroda Rektora Uniwersytetu Zielonogórskiego (pięciokrotnie)[1]